# 加拉廷縣 (肯塔基州)
加拉廷縣（英語：Gallatin County）是美國肯塔基州北部的一個縣，北隔俄亥俄河與印地安納州相望。面積271平方公里，是該州面積最小的縣。根據美國2000年人口普查，共有人口7,870人。縣治華沙 (Warsaw)。
建於1798年12月14日。縣名紀念代表賓夕法尼亞州的聯邦眾議員、財政部長、駐英國、法國大使的阿伯特·加拉廷 （Albert Gallatin）。